# Саинка
Саинка (укр. Саїнка) — село на Украине, находится в Черневецком районе Винницкой области.
Код КОАТУУ — 0524985501. Население по переписи 2001 года составляет 929 человек. Почтовый индекс — 24122. Телефонный код — 4357.
Занимает площадь 2,727 км².

## Религия
В селе действует Свято-Покровский храм Черневецкого благочиния Могилёв-Подольской епархии Украинской православной церкви.

## Адрес местного совета
24122, Винницкая область, Черневецкий р-н, с. Саинка, ул. Ленина, 58